# Punctidae
Punctidae zijn een familie van weekdieren uit de klasse van de Gastropoda (slakken).

## Geslachten
- Allenella Iredale, 1944
- Christianoconcha Iredale, 1945
- Excellaoma Iredale, 1937
- Gratilaoma Iredale, 1939
- Insullaoma Iredale, 1937
- Iotula Iredale, 1941
- Kokikora Climo & Goulstone, 1995
- Kokopapa Climo & Mahlfeld, 2011
- Laoma Gray, 1850
- Laomarex Powell, 1948
- Laomavix Iredale, 1933
- Laomopa Iredale, 1945
- Magilaoma Iredale, 1937
- Miselaoma Iredale, 1933
- Obanella Dell, 1952
- Paralaoma Iredale, 1913
- Pasmaditta Kershaw & B. J. Smith, 1986
- Pedicamista Kershaw & B. J. Smith, 1986
- Phrixgnathus Hutton, 1882
- Punctum Morse, 1864
- Semilaoma Iredale, 1944
- Taguahelix Powell, 1955
- Trocholaoma Iredale, 1937
- Turbolaoma Iredale, 1937
- Westralaoma Iredale, 1939

## In Nederland waargenomen soorten
- Genus: Paralaoma
  - Paralaoma servilis - (Duintolletje)
- Genus: Punctum
  - Punctum pygmaeum - (Dwergpuntje)